# Amistad (film)
Amistad (v anglickém originále Amistad) je americký dramatický film z roku 1997. Režisérem filmu je Steven Spielberg. Hlavní role ve filmu ztvárnili Morgan Freeman, Nigel Hawthorne, Anthony Hopkins, Djimon Hounsou a Matthew McConaughey.

## Obsazení
| Morgan Freeman      | Theodore Joadson          |
| Nigel Hawthorne     | Martin Van Buren          |
| Anthony Hopkins     | John Quincy Adams         |
| Djimon Hounsou      | Sengbe Pieh/Joseph Cinqué |
| Matthew McConaughey | Roger Sherman Baldwin     |
| David Paymer        | John Forsyth              |
| Pete Postlethwaite  | William S. Holabird       |
| Stellan Skarsgard   | Lewis Tappan              |
| Anna Paquin         | královna Isabella II.     |
| Chiwetel Ejiofor    | James Covey               |
| Paul Guilfoyle      | Attorney                  |
| Xander Berkeley     | Ledger Hammond            |
| Jeremy Northam      | soudce Coglin             |

## Ocenění
Anthony Hopkins byl za svou roli v tomto filmu nominován na Oscara, Zlatý glóbus a SAG Award. Djimon Hounsou byl za svou roli ve filmu nominován na Zlatý glóbus. Film byl dále nominován na tři Oscary (nejlepší hudba, kamera a kostýmy) a dva Zlaté glóby (nejlepší film-drama a režie).